# Matematika starověkého Egypta
Matematika starověkého Egypta se rozvíjí společně s rozvojem egyptské civilizace od 4. tisíciletí př. n. l. Sloužila pouze k praktickým účelům, jako abstraktní věda se rozvinula až později. Naše znalosti o matematice starověkého Egypta jsou omezené kvůli malému počtu zachovaných zdrojů. Egypťané dokázali sčítat, odčítat, násobit, dělit, počítat se zlomky i řešit některé složitější aritmetické a geometrické problémy.

## Vznik matematiky
V Egyptě, Mezopotámii, Číně a Indii se od 4. tisíciletí př. n. l. tvořily první otrokářské státy. Jejich obyvatelé se usídlovali nejčastěji na březích řek, kde byla úrodná půda. Řeky se ovšem pravidelně rozvodňovaly a ničily výsledky namáhavé práce. Proto se začaly stavět přehrady a nádrže, vysoušely se bažiny. Vznikala první města, kde se rozvíjel obchod a řemesla, stavěly se chrámy a paláce. Četné války vedly k vytvoření vojenské techniky.
Všechny tyto události vedly k rozvoji matematiky a určovaly její charakter. Matematika byla vědou sloužící k výpočtům a měřením, které by vyhovovaly hospodářským potřebám státu. Matematická tvrzení byla výsledkem zkoušek a pokusů. K jejímu výkladu se nepoužívala obecná pravidla, ale konkrétní úlohy. Postupem času se někteří matematici zaměřili na učení začátečníků. Díky nim se v matematice začaly objevovat rysy abstraktní vědy.
O počátcích matematiky máme neúplné informace, což je dáno množstvím a kvalitou dochovaných písemných památek. Hliněné destičky z území Mezopotámie přežily tisíciletí. Kůra a bambus, na které psali v Číně a Indii, ovšem rychle podléhaly zkáze. Egyptský papyrus se v suchém prostředí poměrně dobře zachoval. Z tohoto období máme tedy nejvíc informací o egyptské a mezopotámské matematice.

## Matematika Staré říše
Egyptské pyramidy jsou jasným důkazem, že matematické znalosti Egypťanů byly už v období Staré říše (asi 2700–2200 př. n. l.) na poměrně vysoké úrovni. Stavba pyramid by se neobešla bez schopnosti počítat s velkými čísly a bez znalosti jednoduchých geometrických měření. Podobné znalosti byly potřeba i při sčítání lidí, vybírání daní nebo při tvorbě kalendáře.
Díky dochovaným nápisům z této doby víme, jak vypadala tehdejší číselná soustava. Egypťané používali desítkovou číselnou soustavu, kde existovaly znaky pro mocniny desíti od 100 do 106. Jednička se značila hieroglyfem měřící hole, deset znakem kravích pout, sto symbolem měřičského provazce, tisíc květem lotosu, deset tisíc ukazováčkem, sto tisíc pulcem, milion (nebo také nekonečno) symbolem boha klečícího muže. Ostatní čísla se tvořila kladením těchto znaků za sebe.
Hieroglyfy byly většinou tesány do kamene. Po vynalezení papyru postupně vznikalo hieratické písmo, samozřejmě včetně hieratických číslovek. Psaní čísel hieratickým písmem bylo jednodušší, ovšem bylo potřeba si pamatovat více znaků. Existovaly zvláštní znaky pro tato čísla: 1, 2, 3, 4, 5, 6, 7, 8, 9, 10, 20, 30, 40, 50, 60, 70, 80, 90, 100, 200, 300, 400, 500, 600, 700, 800, 900, 1000, 2000, 3000, 4000, 5000, 6000, 7000, 8000, 9000. Čísla se pak tvořila kladením těchto znaků za sebe, přičemž nezáleželo na pořadí. Zjednodušení oproti hieroglyfům je zřejmé: např. číslo 9999 mohlo být zapsáno 4 znaky hieratickými nebo 36 hieroglyfickými.

### Egyptská nula
Egypťané nulu jako číslo neznali, existuje ovšem záznam z účetního listu, kde se zaznamenával příjem a výdej zboží. Když se tyto dvě položky rovnaly, tak se na konci řádku objevil znak, který symbolizoval nulový zůstatek. Vypadal takto:

## Matematika Střední říše

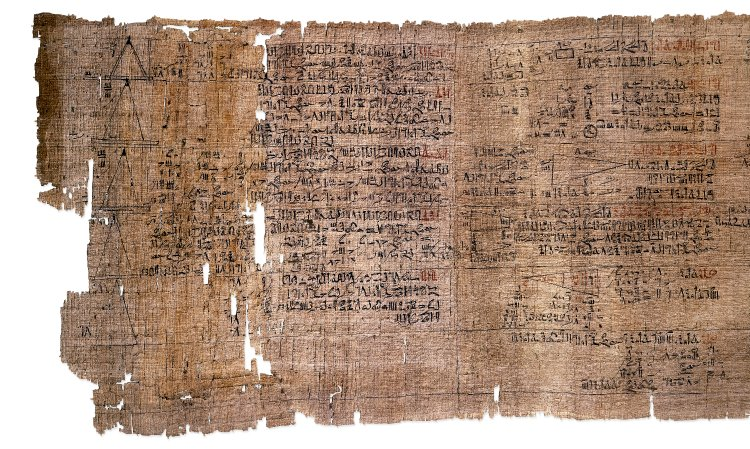
Rhindův papyrus

Množství pramenů z období Střední říše (2000-1800 př. n. l.) je již větší. Dochovaly se různé hospodářské zápisy a výkazy, které obsahují matematické výpočty, ale hlavně některé matematické dokumenty, které sloužily k výuce v písařských školách. Z těchto matematických papyrů jsou nejvýznamnější Londýnský a Moskevský.
Londýnský, neboli Rhindův papyrus je pojmenován podle skotského egyptologa, který jej objevil v Luxoru v roce 1858. Papyrus je dlouhý asi 6 metrů, široký 33 centimetrů, obsahuje 87 úloh a je uložen v Britském muzeu v Londýně. Pochází asi z roku 1650 př. n. l., jeho autorem je písař Ahmose, který ovšem uvádí, že pouze přepisuje dokument starý 200 let.
Moskevský, neboli Goleniščenův papyrus pochází asi z roku 1850 př. n. l., obsahuje 25 úloh a je uložen v moskevském Puškinově muzeu výtvarných umění.

### Aritmetické operace
Z těchto papyrů se dozvídáme, jak Egypťané prováděli základní matematické operace. Sčítání a odčítání se prováděla podobně jako dnes. Při sčítání se sčítaly jednotky stejných řádů, a když počet jednotek přesáhl deset, přičetla se jednička k následujícímu vyššímu řádu. Odčítala se pouze menší čísla od větších.
Egyptské násobení bylo aditivního charakteru, tzn., že veškeré násobení bylo převáděno na opakované sčítání. Například výpočet součinu 43 × 69 se prováděl takto:
```
/ 1       69
/ 2       138
  4       276
/ 8       552
 16       1104
/32       2208
--------------
43        2967

```

Větší z činitelů se zapsal nahoru do pravého sloupce. Na levé straně mu bylo přiřazeno číslo jedna. Čísla se pod sebe postupně zdvojnásobovala, dokud se číslo dole v levém sloupci nepřiblížilo menšímu z činitelů. V levém sloupci se označila čísla, jejichž součet se rovnal menšímu z činitelů. Součet odpovídajících čísel v pravém sloupci vytvořil výsledek. Pokud se jednalo o větší čísla, mohly se také počítat násobky desítky.
Dělení probíhalo stejně jako násobení, ale navíc přibyla ještě operace půlení. Příklad 180 děleno 24:
```
/ 1       24
/ 2       48
/ 4       96
/ 1/2     12
-------------
 7+1/2    180

```

Dělitel se zapsal do pravého sloupce a přiřadilo se mu číslo jedna. Čísla se pod sebe postupně zdvojnásobovala, dokud se číslo dole v levém sloupci nepřiblížilo dělenci. Nyní se pokračovalo půlením. V pravém sloupci se vybrala čísla, jejichž součet se rovnal dělenci. Součtem jim přiřazeným čísel se získal výsledek.
Půlení a zdvojnásobování se dochovaly jako samostatné operace až do 17. stol.

### Zlomky
Egypťané užívali odlišný způsob počítání se zlomky než my. Pracovali pouze s tzv. kmennými zlomky, což jsou zlomky s jedničkou v čitateli. Všechny ostatní zlomky byly vyjádřeny pomocí kmenných zlomků. Jedinou výjimkou byl zlomek 2/3, pro který existoval zvláštní znak. Pro vyjádření jakéhokoliv zlomku pomocí zlomků kmenných bylo potřeba znát tvar zlomků, které mají dvojku v čitateli. Pomocí nich se již ostatní zlomky snadno vyjádřily. Ve Rhindově papyru je uvedena tabulka zlomků se dvojkou v čitateli (tzv. tabulka 2/n):
| 2/3 = 1/2 + 1/6     | 2/5 = 1/3 + 1/15                      | 2/7 = 1/4 + 1/28                            |
| 2/9 = 1/6 + 1/18    | 2/11 = 1/6 + 1/66                     | 2/13 = 1/8 + 1/52 + 1/104                   |
| 2/15 = 1/10 + 1/30  | 2/17 = 1/12 + 1/51 + 1/68             | 2/19 = 1/12 + 1/76 + 1/114                  |
| 2/21 = 1/14 + 1/42  | 2/23 = 1/12 + 1/276                   | 2/25 = 1/15 + 1/75                          |
| 2/27 = 1/18 + 1/54  | 2/29 = 1/24 + 1/58 + 1/174 + 1/232    | 2/31 = 1/20 + 1/124 + 1/155                 |
| 2/33 = 1/22 + 1/66  | 2/35 = 1/30 + 1/42                    | 2/37 = 1/24 + 1/111 + 1/296                 |
| 2/39 = 1/26 + 1/78  | 2/41 = 1/24 + 1/246 + 1/328           | 2/43 = 1/42 + 1/86 + 1/129 + 1/301          |
| 2/45 = 1/30 + 1/90  | 2/47 = 1/30 + 1/141 + 1/470           | 2/49 = 1/28 + 1/196                         |
| 2/51 = 1/34 + 1/102 | 2/53 = 1/30 + 1/318 + 1/795           | 2/55 = 1/30 + 1/330                         |
| 2/57 = 1/38 + 1/114 | 2/59 = 1/36 + 1/236 + 1/531           | 2/61 = 1/40 + 1/244 + 1/244 + 1/488 + 1/610 |
| 2/63 = 1/42 + 1/126 | 2/65 = 1/39 + 1/195                   | 2/67 = 1/40 + 1/335 + 1/536                 |
| 2/69 = 1/46 + 1/138 | 2/71 = 1/40 + 1/568 + 1/710           | 2/73 = 1/60 + 1/219 + 1/292 + 1/365         |
| 2/75 = 1/50 + 1/150 | 2/77 = 1/44 + 1/308                   | 2/79 = 1/60 + 1/237 + 1/316 + 1/790         |
| 2/81 = 1/54 + 1/162 | 2/83 = 1/60 + 1/332 + 1/415 + 1/498   | 2/85 = 1/51 + 1/255                         |
| 2/87 = 1/58 + 1/174 | 2/89 = 1/60 + 1/356 + 1/534 + 1/890   | 2/91 = 1/70 + 1/130                         |
| 2/93 = 1/62 + 1/186 | 2/95 = 1/60 + 1/380 + 1/570           | 2/97 = 1/56 + 1/679 + 1/776                 |
| 2/99 = 1/66 + 1/198 | 2/101 = 1/101 + 1/202 + 1/303 + 1/606 |                                             |